# Steganomima laurentensis
Steganomima laurentensis är en fjärilsart som beskrevs av Pierre E.L. Viette 1979. Steganomima laurentensis ingår i släktet Steganomima och familjen mätare. Inga underarter finns listade i Catalogue of Life.